# Kevin Weisman
Pour les articles homonymes, voir Weisman.
Kevin Weisman, né le 29 décembre 1970 à Los Angeles (Californie), est un acteur américain.

## Biographie et carrière
Kevin Weisman est né et a grandi à Los Angeles, en Californie. Très tôt, il voulut être acteur et participa à de nombreuses productions à la Taft High School où il étudiait. Ensuite, il décida de rester à Los Angeles et étudia à la prestigieuse Université de Californie à Los Angeles où il fut diplômé d'un BA. Jusqu'à ce qu'il soit diplômé, Kevin étudia également au Circle in the Square Theatre.
En plus d'être acteur, Kevin fut aussi producteur dans la plupart des productions de Buffalo Nights.
Plus récemment, il obtint le rôle de Marshall Flinkman dans la série télévisée Alias mais il apparut également auparavant dans quelques autres séries où il interpréta des rôles plus ou moins récurrents, comme dans Roswell, X-Files : Aux frontières du réel, Frasier et Urgences. 
Au cinéma, il a joué dans Man of the Century, 60 secondes chrono, Le Coup de Vénus, Illusion, Clerks 2, Un cœur à l'envers et Bending the Rules.
Kevin participe à de nombreuses œuvres caritatives et organisations comme le Children's Hospital Los Angeles, le Children's Defense Fund, Wheels For Humanity ou encore le Koreh LA ; il lutte aussi contre la myopathie de Duchenne.
Depuis le 21 mai 2005, il est marié à Jodi Tanowitz avec qui il eut une fille, Maya Rose, née le 31 mars 2006 et un fils, Eli Samuel, né le 11 février 2008. En 2013, on le retrouve dans la série comique d'HBO Hello Ladies avec Stephen Merchant et il tient le rôle de Dale Yorkes dans la série Runaways.

## Filmographie sélective

### Cinéma
- 1999 : Man of the Century
- 2000 : Robbers
- 2000 : 60 secondes chrono (Gone in Sixty Seconds)
- 2002 : Le Coup de Vénus (Buying the Cow)
- 2004 : Illusion
- 2006 : Clerks 2 (Clerks II)
- 2010 : Un cœur à l'envers (Flipped) de Rob Reiner : Daniel Baker
- 2012 : Bending the Rules

### Télévision
- 1995 : Frasier Saison 3 Épisode 5
- 1997 : The Weird Al Show
- 1997 : Pauly
- 1998 : Urgences (ER) Saison 4 Épisode 15 "Exode"
- 1998 : Le Drew Carey Show (The Drew Carey Show)
- 1998 : Maggie Winters
- 1999 : JAG Saison 4 Épisode 19
- 1999 : Roswell Saison 1 Épisode 1 et 13
- 1999 : Le Caméléon Saison 4 Épisode 17
- 2000 : Felicity Saison 2 Épisode 21, Saison 3 Épisode 9
- 2000 : Buffy contre les vampires (Buffy the Vampire Slayer) Saison 5 Épisodes 8 , 9 et 12
- 2000 : X-Files : Aux frontières du réel (The X-Files) Saison 7 Épisode 21 Je souhaite
- 2001 à 2006 : Alias : Marshall J. Flinckman
- 2001 : Gideon's Crossing
- 2001 : Charmed Saison 3 Épisode 18 Les 7 péchés capitaux
- 2006 : Ghost Whisperer Saison 2 épisode 4 Fantôme intérieur : Dennis
- 2007 : Business Class
- 2007 : Chuck Saison 1 épisode 8 « Tout, vous saurez tout »
- 2007 : Moonlight : Steve Balfour
- 2008 : Les Experts : Manhattan Saison 5 épisode 9 « À l'intérieur... » : Mike Hess
- 2010 : Fringe Saison 3 épisode 6 6955 kHZ : Joseph Feller
- 2011 : The Glades Saison 2 épisode 6 Gibtown : Ben Pershing
- 2012 : Awake présent dans les 2 réalités : M. Blonde
- 2013 : Hello Ladies : Kives
- 2015 : Better Call Saul : saison 1 épisode 4 « Hero »
- 2015 : Scorpion Saison 2: Ray Spiewack
- 2016 : Blacklist saison 3 épisode 12 The Vehm : Jeffrey Maynard
- 2016 : Goliath Saison 1 Ned berring
- 2017 : Runaways : Dale Yorkes

## Distinctions

### Nominations
- Teen Choice Awards
  - 2003 : meilleur acolyte avec Alias
  - 2005 : meilleur acolyte avec Alias

## Voix françaises
En France, José Luccioni était la voix française régulière de Kevin Weisman depuis la série Alias en 2002.